# Contea di Seward (Nebraska)
La contea di Seward (in inglese Seward County) è una contea dello Stato del Nebraska, negli Stati Uniti. La popolazione al censimento del 2000 era di 16 496 abitanti. Il capoluogo di contea è Seward.

## Geografia antropica

### Città
- Milford
- Seward

### Villages
- Beaver Crossing
- Bee
- Cordova
- Garland
- Goehner
- Pleasant Dale
- Staplehurst
- Utica

### Census-designated place
- Tamora

### Aree non incorporate
- Grover
- Ruby

### Città fantasma
- Pittsburg